# Злива

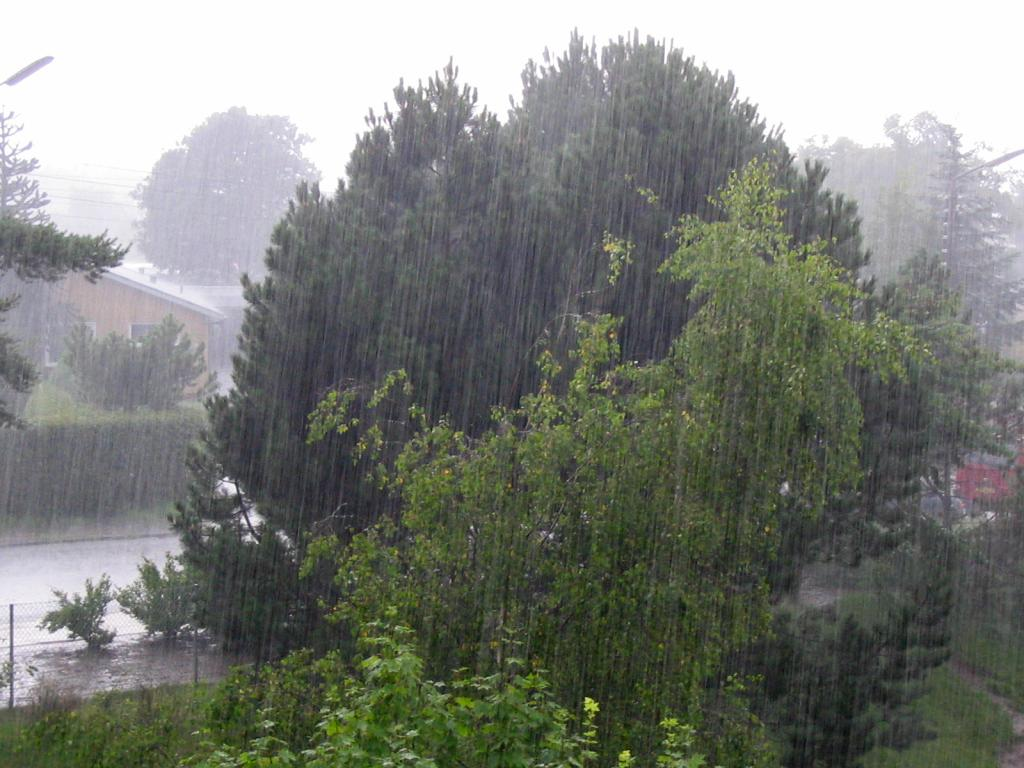

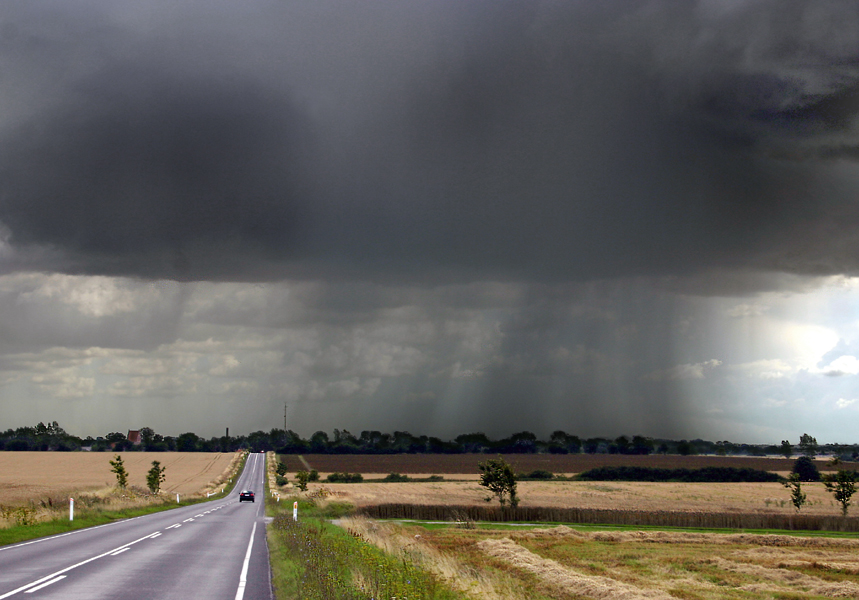

Зли́ва (розм. хлющ, хлюща, залива, проливень) — сильний дощ, інтенсивність якого не менша за певне значення. Чим довше триває злива, тим менша межа інтенсивності. Зокрема, слід вважати зливами дощі наступної тривалості та інтенсивності:
- 5 хв: 0,50 мм/хв,
- 30 хв: 0,23 мм/хв,
- 1 год: 0,20 мм/хв,
- 6 год: 0,09 мм/хв.

Також слід відрізняти зливні опади, що випадають із купчасто-дощових хмар, як рідкі, так і тверді (сніг, мокрий сніг, сніжні крупи тощо).

## Рекордні зливи
Збереглися відомості про такі рекордні зливи:
- 1 хв: 38.10 мм, в Баро, Гваделупа, 26 листопада 1970.
- 5 хв: 61.72 мм, в Порт Белз, Панама, 29 листопада 1911.
- 15 хв: 198.12 мм, в Пламб Поінт, Ямайка, 12 травня 1916.
- 20 хв: 205.74 мм, в Картеа-де-Аргес, Румунія, 7 червня 1947.
- 40 хв: 234.95 мм, в Гвінеї, Вірджинія, США, 24 серпня 1906.